# Mário Palmeira
Mário José da Costa Palmeira (Constantim, 24 de Setembro de 1989) é um futebolista português que joga habitualmente a defesa central.
Actualmente está ao serviço do Clube de Futebol "Os Belenenses"